# BBC Radio 4 Extra
BBC Radio 4 Extra (vormals BBC Radio 7) ist ein digitaler Hörfunksender der BBC. Seit dem 15. Dezember 2002 ist er als Hauptsender des Spracharchivs der BBC auf Sendung. Bis zum 4. Oktober 2008 hieß der Sender BBC 7.
Es werden Sendungen anderer BBC-Sender wiederholt, die mindestens drei Jahre alt sind oder bereits zweimal auf ihrem ursprünglichen Sender gesendet wurden, darunter viele Sendungen von BBC Radio 4, Klassiker wie die Paul Temple-Reihe (1938–1968) mit u. a. Peter Coke und Marjorie Westbury, Goon Show aus den 1950ern, aktuelle Shows wie Little Britain, aber auch eigens für BBC Radio 7 Produziertes wie Old Harry’s Game.
Auf den Sendeplätzen 18:00 und 00:00 Uhr, die The 7th Dimension heißen, wird fantastische Literatur verschiedener Art wie Science-Fiction und Horror gesendet. Dort läuft seit 2007 auch eine neue Doctor-Who-Serie mit Paul McGann als „Achtem Doktor“.
BBC Radio 7 sendete täglich zwei Kindersendungen: The Little Toe Show, die sich an jüngere Zuhörer wendet und The Big Toe Show, die für Kinder älter als acht Jahre gedacht ist. Im Februar 2007 übernahm Big Toe Books den zweiten Sendeplatz und Cbeebies Radio ersetzte Little Toe Show. Diese Sendungen enthalten fast ausschließlich neues Material.
Der Sender ist von einem weniger formellen Anspruch geprägt als die anderen. Die Ansager, die die Programme verbinden, werden als Persönlichkeiten vorgestellt, die mit ihrem jeweils eigenen thematischen Block assoziiert sind.
Der Sender ist weltweit im Internet zu empfangen, auf den Britischen Inseln, in Nordfrankreich, Belgien, den Niederlanden, Luxemburg und Westdeutschland über den Astra-2D-Satelliten, im Vereinigten Königreich auf DAB-Digital-Radio und per Kabelfernsehen.
Wie 2022 bekannt wurde, wird der Sender BBC Radio 4 Extra im Rahmen der Einsparungsmaßnahmen der BBC nicht weitergeführt. Die Sendungen sollen stattdessen zukünftig im Internet angeboten werden.